# Service stripe
Ne doit pas être confondu avec Overseas Service Bar ou Wound Chevron.

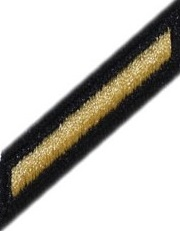
Bande de service portée sur le manteau d'un soldat de l'uniforme vert de l'armée américaine à l'époque de la guerre froide, indiquant entre 3 et 5 ans de service honorable.

Un Service stripe (bande de service) est une bande diagonale brodée portée sur la ou les manches de certains uniformes militaires et paramilitaires. Dans le cas des Forces armées des États-Unis, les bandes de service sont autorisées à être portées par le personnel enrôlé sur la partie inférieure de la manche d'un uniforme pour indiquer la durée du service. Les bandes de service varient en taille et en couleur.

## Critères
L'armée de terre américaine (US Army) autorise le port d'un galon pour chaque période de service de trois ans, tandis que le corps des Marines, la marine (US Navy) et les garde-côtes américains autorisent le port d'un galon pour chaque période de service de quatre ans.
Contrairement aux Good Conduct Medal (médailles de bonne conduite) de l'US Army, l'US Navy et le corps des Marines, le port d'un galon de service est autorisé pour le personnel enrôlé à l'issue de la période de service spécifiée, quels que soient les antécédents disciplinaires du membre du service. Par exemple, un marin ou un Marine ayant fait l'objet de plusieurs sanctions non judiciaires et de plusieurs cours martiales sera autorisé à porter un galon de service pour chaque période de quatre ans de service, bien que la médaille de bonne conduite lui soit refusée.

## Histoire
En 1777, l'armée française de l'ancien régime utilisait des galons d'ancienneté (chevrons en tissu surnommés brisures) portés sur le haut des manches et attribués pour chaque période de sept ans d'enrôlement. Cette pratique s'est poursuivie dans l'armée de Napoléon Bonaparte, où ils étaient décernés pour 10, 15 et 20 ans de service. Plus tard, l'armée française les a déplacés sur le bas des manches et les galons de grade sur le haut des manches. Les chevrons de service étaient portés sur le bas de la manche gauche et les bandes de blessure sur le bas de la manche droite (ce qui a influencé le dispositif américain des Wound Chevron (chevron de blessure)).
Aux États-Unis, le concept de bande de service remonte à 1782 lorsque, pendant la Révolution américaine, George Washington a ordonné que les hommes enrôlés qui avaient servi pendant trois ans « avec bravoure, fidélité et bonne conduite » portent « un étroit morceau de tissu blanc, de forme angulaire » sur la manche gauche du manteau de l'uniforme. Dans l'US Army, les bandes de manche indiquaient l'achèvement réussi d'un engagement standard. Elles étaient de la même couleur que les bandes de grade des engagés et étaient des « demi-chevrons » (bandes de tissu en angle). Pendant la guerre de Sécession, le service était indiqué par une bande rouge bordée de la couleur des galons de grade (appelée « Blood Stripe »). Les corps d'artillerie, qui portaient des bandes rouges sur leurs uniformes, portaient à la place une bande blanche bordée de rouge.

## Port et utilisation

### États-Unis
Les galons de manche ne sont portés que par le personnel enrôlé. Les soldats de l'US Army, les marins de l'US Navy et les gardes-côtes (Coast Guard) américains portent leurs galons au bas de la manche gauche, tandis que les Marines américains les portent au bas des deux manches. Depuis 1953, les soldats américains les portent sur la manche gauche et les Overseas Service Bars (barrette de service d'outre-mer) sur la manche droite. Avant 1953, les Overseas Service Bars étaient portés sur la manche gauche. Les galons de service ne sont portés que sur les uniformes officiels et ne sont pas visibles sur les uniformes de travail.
Les galons de service de la marine existent en trois couleurs : rouge, or et bleu. Ils mesurent 177,8 mm (7 pouces) de long et 9,5 mm (3/8 de pouce) de large pour les premiers maîtres masculins ; les marins masculins, des matelots recrutés aux maîtres de première classe, portent des galons de service de 133 mm (5,25 pouces) de long et trois huitièmes (3/8 de pouce) de largeur. Les femmes portent des bandes de la même longueur mais d'une largeur d'un quart de pouce. Ils sont portés à 50 mm au-dessus du bord de la manche gauche sur les vestes, et à 38 mm au-dessus du bord sur les pulls bleus de la tenue de service et sur les nouveaux pulls blancs d'été. Sur les anciens pulls blancs d'été, elles sont portées 50 mm au-dessus du poignet. Les multiples bandes de service de la marine sont portées à un 6 mm l'une de l'autre.

#### Marine des États-Unis, corps des Marines des États-Unis et garde-côtes des États-Unis

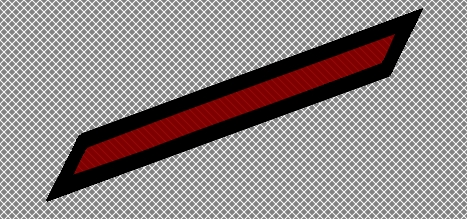
La bande de service rouge de l'U.S. Navy indique quatre années de service.

Dans la marine américaine, le corps des marines et les garde-côtes, les galons de service sont attribués aux militaires pour chaque période de quatre ans de service.

##### Couleur
L'US Navy autorise l'attribution de galons de service dorés aux marins ayant plus de douze années de service cumulées. Jusqu'en juin 2019, le service devait avoir été exempt de mesures disciplinaires dans la marine américaine et la réserve navale américaine. Pendant la période où cette règle était en vigueur, dans les cas où une infraction disciplinaire avait été commise, le marin ne se voyait pas refuser un galon de service, mais était simplement autorisé à porter le dessin standard du galon rouge.
Comme la marine américaine, les garde-côtes américains autorisent les galons de service or et rouge, mais dans ce dernier cas, la couleur ne dépend pas de la durée de service, mais plutôt du grade : Les militaires du rang (c'est-à-dire ceux des grades E-1 à E-6) portent des galons rouges, tandis que les premiers maîtres (c'est-à-dire ceux des grades E-7 à E-9) portent des galons dorés.

#### Académie militaire des États-Unis
Ces bandes sont également utilisées sur les manches de l'uniforme complet porté par les cadets de l'Académie militaire des États-Unis à West Point, pour indiquer le nombre d'années passées à l'académie. Les cadets d'autres collèges militaires et écoles préparatoires portent également ces bandes.

#### L'armée de l'air des États-Unis
L'armée de l'air des États-Unis (US Air Force) est la seule branche militaire qui n'autorise pas les bandes de service. L'Air Force Longevity Service Ribbon (ruban de longévité de service de l'armée de l'air) est décerné à la place. Historiquement, les personnes qui faisaient partie des forces aériennes de l'armée et qui ont ensuite été intégrées à l'armée de l'air lorsque celle-ci a été séparée de l'armée en 1947 pouvaient continuer à porter leurs galons de service.

#### Utilisation par les forces de l'ordre aux États-Unis
Dans de nombreux organismes civils chargés du maintien de l'ordre aux États-Unis, les policiers, les agents de police, les gendarmes et les adjoints du shérif se voient souvent attribuer des galons de service qu'ils portent sur leur uniforme à manches longues, généralement sur la partie inférieure de la manche gauche. Un galon peut être porté pendant une période plus ou moins longue et diffère selon les services ; par exemple, le département de la police de Los Angeles (Los Angeles Police Department) accorde un galon de service pour chaque période de cinq ans de service.

## Source
- (en) Cet article est partiellement ou en totalité issu de l’article de Wikipédia en anglais intitulé « Service stripe » (voir la liste des auteurs).